# Luís Rouxinol
Luís Armando Ferreira Vicente, conocido en los carteles como Luís Rouxinol (Montijo, Santo Isidro de Pegões, 8 de agosto de 1968, es un rejoneador portugués.

## Biografía
Rouxinol, uno de los rejoneadores portugueses más habituales y exitosos, debutó en público con tan solo 8 años en Palo Pires, en 1976. Con 11 años debutaba en la plaza de toros de Campo Pequeno de Lisboa, donde actuó en una corrida organizada por la Asociación estudiantil del Instituto Gil Vicente.
En 1981 se presentó en España y en 1986 en Francia.
Prestó pruebas para rejoneador practicante en la plaza de toros Daniel do Nascimento de Moita, el día 26 de mayo de 1986.
Tomó la alternativa en la Monumental Celestino Graça de Santarém el 10 de junio de 1987 frente a toros de João Moura, en la corrida del programa radiofónico Despertar de la Rádio Renascença. Tuvo como padrino a João Moura y como testigos a Joaquim Bastinhas y Rui Salvador, actuando en las pegas los forcados de Montemor y Vila Franca de Xira.
Durante varios años, como en las temporadas sucesivas de 2008, 2009, 2010 y 2011, fue el rejoneador con más actuaciones en las plazas portuguesas.
En 2017, por ocasión de sus 30 años de alternativa como rejoneador, el ayuntamiento de la localidad portuguesa de Montijo le dedicó la exposición Luís Rouxinol: 30 anos de alternativa.